# An-Nasir Faradż
An-Nasir Faradż (arab. ‏الناصر زين الدين فرج‎) (ur. 1389, zm. 23 maja 1412 w Damaszku) – sułtan Mameluków panujący w latach 1399-1405 i 1405-1412.

## Życiorys

### Objęcie władzy i najazd Tamerlana
Wstąpił na tron w wieku dziesięciu lat po śmierci swojego ojca Barkuka (faktyczną władzę początkowo sprawowali wpływowi emirowie). Po wstąpieniu młodego sułtana na tron o sojusz przeciw Tamerlanowi bez skutku ubiegał się sułtan osmański Bajazyd I Błyskawica. Powodem tej decyzji mogła być chęć odzyskania przez Mameluków Malatyi.
W 1400 roku Faradż odrzucił żądania emisariusza Tamerlana, domagającego się uwolnienia więzionego przez Mameluków dowódcy timurydzkiego, Atilmysza i grożącego najazdem na Syrię i Egipt. Stało się to pretekstem najazdu wojsk mongolskich na Syrię w październiku 1400 roku. Wojska Tamerlana zdobyły twierdze Behesni i Aintab, następnie pokonały Mameluków w bitwie pod Aleppo, co doprowadziło do upadku tej twierdzy.
W reakcji na atak mongolski sułtan zebrał podwyższone podatki. Teren Syrii nawiedziły klęski zarazy i głodu, co stało się jedną z przyczyn zakończenia ofensywy wojsk Tamerlana (obok rosnących sił sułtana Bajezyda I). W wyniku najazdu An-Nasi Faradż podporządkował się najeźdźcy. Po bitwie pod Ankarą z 28 lipca 1402 roku w reakcji na rosnącą potęgę Timurydów sułtan Faradż zgodził się na wymienianie imienia Tamerlana w chutbie i zamieszczenie jego imienia na egipskich monetach.

### Dalsze panowanie
Sułtan An-Nasir Faradż poślubił córki czterech wpływowych emirów. Podobnie jak jego ojciec prowadził politykę dynastycznego wiązania rodzin wpływowych emirów z rodem sułtańskim. Pochodzący z dynastii o czerkieskich korzeniach sułtan wspierał swoich rodaków na wysokie urzędy i przyczynił się do wzrostu elementu czerkieskiego w armii.
Po śmierci Tamerlana w lutym 1405 roku zanikł też związek sułtanatu z państwem czagatajskim. We wrześniu 1405 roku, w wyniku rywalizacji frakcji mameluków tureckich z czerkieskimi, sułtan został obalony, a na jego miejscu osadzono Al-Mansura Abd-al-Aziza. Odzyskał jednak władzę w listopadzie tego samego roku. W 1412 roku podczas trwania karnej kampanii przeciw syryjskim wasalom został uwięziony w Damaszku i stracony.